# Los Ejidos del Norte
Los Ejidos del Norte es una villa peruana ubicada en las periferias de la ciudad de Piura, en el distrito de Piura, perteneciente a la provincia y departamento homónimo, al norte del Perú. 

## Ubicación
Los Ejidos del Norte se ubica al oeste de la provincia de Piura, en el distrito de Piura, en el departamento de Piura.

## Demografía
En 2017 Los Ejidos del Norte tenía una población de 2121 habitantes.
| Gráfica de evolución demográfica de Los Ejidos del Norte entre 1993 y 2017 |
|                                                                            |
| Fuentes: Población 1993 y 2017                                             |